# Karas (anime)
Karas (鴉 -KARAS- lit. cuervo?) es una OVA de seis partes del género Ciberpunk. Tatsunoko Production lo produjo para conmemorar su 40 aniversario en la producción de anime. Cada episodio de Karas fue primero televisado en Japón como un programa de pay-per-view desde el 25 de marzo de 2005 al 3 de agosto de 2007 antes de ser lanzado en DVD. En España ha sido emitido por el canal Buzz el 5 de enero de 2007 y fue lanzado en DVD por Jonu Media el 28 de octubre de 2009.
Karas ganó el premio del mejor Video Original en el 2006 en los Tokyo Anime Award, y muchos de los espectadores quedaron impresionados con las imágenes producidas al fusionar técnicas de arte en 2D y 3D. La historia presenta temas de conflicto entre la tradición cultural, la sociedad moderna y las relaciones entre las personas. Sin embargo muchos de los espectadores encontraron que la presentación era muy confusa de seguir.
El equipo de producción intentó que Karas fuese más que un héroe henshin. A diferencia del protagonista de Mazinger Z, el héroe de Karas pertenece a los espíritus de la ciudad y actúa por los intereses de la ciudad en vez de los propios. El escritor, Shin Yoshida (吉田　伸 Yoshida Shin?) crea una dualidad de ideas en la forma de dos Karas; uno que cree que los eventos lo guían a una revolución y el otro ve los eventos como el simple paso de una era. Manga Entertainment promocionó al héroe de Karas como una versión cyberpunk del personaje de la película El Cuervo.

## Argumento
Karas trata de la historia de Otoha, un yakuza, viviendo en una versión ficticia de Shinjuku, Tokio, ciudad poblada por humanos y yōkai (espíritus japoneses). Otoha, es uno de los karas, humanos que se les ha otorgado la capacidad de transfigurar su espíritu en la forma de seres superpoderosos que actúan como agentes de la tierra. También se puede transformar en un vehículo, avión y en un tanque blindado; Otoha siendo un karas, es un hábil espadachín que intenta detener a su corrupto predecesor, Eko, de tomar Tokio. Entre otros personajes se encuentran: Nue, el yōkai; y Homura, la karas de otra ciudad, ellos ayudan a Otoha en su misión. La serie también contiene una historia paralela que se enfoca en como los humanos son afectados por las actuaciones de Eko.

## Entidades
Karas: Es el título de los agentes protectores de la ciudad. Son espíritus de humanos dentro de una impresionante armadura que defienden y luchan por los intereses de cada ciudad, los karas nacen del contrato efectuado entre un humano y una Yurine, cada ciudad tiene un karas; en este caso Otoha es el Karas de la ciudad de Shinjuku. La armadura de los Karas puede transformarse en vehículos y aviones; sus armas son diferentes desde cadenas, lanzas, cañones, etc; pero su arma más poderosa y característica es una poderosa katana. Los Karas y los cuervos tienen una relación muy estrecha en esta serie.
Yurine: Las Yurine son los espíritus de la ciudad (uno por cada ciudad), estos tienen forma de una niña pequeña; son quienes dan el poder y órdenes a los karas, las Yurine adquieren la forma de gatos para moverse con libertad por su ciudad en el mundo material. A pesar de que son el espíritu de la ciudad no necesariamente su existencia esta ligada a la vida de esta ya que la Yurine nace del alma más pura que habite dentro de la ciudad. Si una Yurine muere el karas pierde todo su poder pero puede sobrevivir, de la misma forma si un karas muere la Yurine de la ciudad puede escoger de entre los habitantes a quien cumpla mejor las condiciones para convertirse en un nuevo Karas.
Yokais: Son la amplia gama de seres espirituales y sobrenaturales que han existido desde siempre en el mundo. En el pasado la línea entre el mundo material y el espiritual era más tenue por lo que existía un cierto grado de convivencia con los hombres como se narra en las leyendas, pero así como la sociedad humana ha avanzado esto ha generado una barrera que los hace invisibles para el hombre, lo cual los está enviando hacia la decadencia y extinción ya que necesitan fe humana para existir, algo que escasea cada vez más y ellos poco a poco han comenzado a volverse insustanciales y peligran de desaparecer. La labor de los Karas y Yurine es proteger y vigilar a los Yokais tanto como a los humanos, pero mientras a los hombres los protegen de forma invisible y en secreto los Yokais interactúan con ellos.
Mikura: Son Yokais que hicieron un pacto con Ekou para volverse espíritus mecánicos que son capaces de vivir incluso sin que los humanos crean en ellos. Son más grandes, más fuertes y más sádicos que los Yokais, pero para sobrevivir deben alimentarse de la sangre humana, lo que explica los asesinatos en la ciudad. También son capaces de disfrazarse con apariencia humana. Entre los Mikuras están: Los hermanos Nue, Kappa, Wanyūdo, Kamaitachi, Tsuchigumo y Gyuuki (Gyūkan),

## Personajes
Otoha / Karas
Seiyuu: Toshihiro Wada
Es un yakuza muy hábil con la espada. Otoha es el producto del incesto entre su madre y su hermano que es el jefe Yakuza local.[cita requerida] El actor japonés Toshihiro Wada marcó su debut voz que actúe como Otoha. Su homólogo inglés es la voz actor Steve Staley.
Yurine
Seiyuu: Kasumi Suzuki
Es el espíritu de la ciudad de Shinjuku, es la maestra del Karas y por medio de quien él obtiene sus poderes.
Ekou Houshuuin
Seiyuu: Takahiro Sakurai)
Es el antagonista a Otoha. Su historia afirma que él era el Karas de Tokio desde el periodo Edo. En el pasado, Ekou dio la espalda a sus funciones como Karas, e inició un plan para revitalizar la ciudad y sus Yōkai. Él atrajo a varios Yōkai a ser su seguidores cibernéticos y tiene la intención de subyugar a los humanos. Un complejo de Edipo constituye la base de su motivación. Él ve a Tokio como una figura paterna, y a su Yurine como la figura de una madre, y tiene por objeto suplantar la ciudad en función de esta relación. Ekou era un personaje sin nombre en el proyecto inicial y conocido como "Otro Karas" con una apariencia diferente, a pesar de su pierna izquierda (prótesis) se mantiene para la versión final. Voz actores Takahiro Sakurai y Matthew Lillard voz en japonés e Inglés, respectivamente.
Nue
Saiyuu: Keiji Fujiwara
Es un Mikura que al descubrir los planes de Ekou se rebela contra él y lucha contra su organización; a la vez trata de rescatar a su hermano menor que aún está bajo el control de Ekou.
Homura:
Seiyuu: Hitomi Nabatame
Es una Karas de otra ciudad que llega a Shinjuku para presenciar los acontecimientos de aquella ciudad entre el enfrentamiento de los Karas y los Mikura.  Ella es una Karas cuyo elemento es el fuego.
Hinaru:
Seiyuu: Asuka Shibuya
Es una chica dulce que se ve involucrada en la historia mientras hacía una investigación sobre los kappa en uno de sus trabajos de media jornada. Esta es salvada por Nue al principio de la película.
Narume Kure
Seiyuu: Hiroto Torihata
Es un detective que llega a la ciudad para investigar los misteriosos asesinatos en serie.
Minoru Sagisaka
Saiyuu: Tetsuo Goto
Es un detective de la policía de Shinjuku, el cual está convencido de que los misteriosos asesinatos son efectuados por los Yōkai; los ha estudiado y conoce todo lo relacionado con el mundo de los espíritus.
Yoshiko Sagisaka:
Saiyuu: Saeko Chiba
Es la hija del detective Minoru Sagisaka y es la única sobreviviente tras el asesinato de todos sus compañeros de clase frente a ella; ella dice que fueron los Yōkai, nadie le cree excepto su padre.

## Episodios
| #  | Título                                          | Emisión               |
| -- | ----------------------------------------------- | --------------------- |
| 01 | Karas se Despierta (鴉開眼 Karasu Kaigan?)      | 25 de marzo de 2005   |
| 02 | Las Ruedas Ardientes (火炎輪 Kaenwa?)           | 12 de agosto de 2005  |
| 03 | The Destruction Awakes (滅 覚醒 Metsu Kakusei?) | 21 de octubre de 2005 |
| 04 | The Human Otoha (人 乙羽 Hito Otoha?)           | 22 de junio de 2007   |
| 05 | La Ilusión de un Distrito (幻想区 Gensōku?)     | 3 de agosto de 2007   |
| 06 | La Verdadera Leyenda (真 伝説 Shin Tensetsu?)   | 3 de agosto de 2007   |